# Bonnetan
Bonnetan är en kommun i departementet Gironde i regionen Nouvelle-Aquitaine i sydvästra Frankrike. Kommunen ligger i kantonen Créon som tillhör arrondissementet Bordeaux. År 2022 hade Bonnetan 1 048 invånare.

## Befolkningsutveckling
Antalet invånare i kommunen Bonnetan
Referens:INSEE